# Johannes Jørgensen
Johannes Jorgensen (ur. 6 listopada 1866 w Svendborgu (Fionia), zm. 29 maja 1956 tamże) – duński pisarz i poeta.
Studiował na uniwersytecie w Kopenhadze, gdzie zapoznał się z twórczością i został zwolennikiem Georga Brandesa. W 1896, po powrocie z Włoch, przeszedł na katolicyzm. W 1913 podjął pracę na uniwersytecie w Lowanium, jednak po wybuchu wojny został zmuszony do opuszczenia Belgii.
Poza krajem urodzenia znany przede wszystkim z biografii Franciszka z Asyżu i Katarzyny ze Sieny. Pięciokrotnie nominowany do Nagrody Nobla w dziedzinie literatury.